# Ligne de Feuquières à Ponthoile
La ligne de Feuquières à Ponthoile, souvent appelée ligne de 100 Jours, était une ligne de chemin de fer stratégique (à écartement standard) française, longue de 89 kilomètres, construite durant la Première Guerre mondiale dans les départements de l'Oise et de la Somme, dans le nord de la France. Elle reliait la gare de Feuquières - Broquiers à Ponthoile.
Mise en service en 1918, elle fut fermée en 1919 et déferrée au début des années 1920.

## Histoire
À la suite des grandes offensives allemandes du printemps 1918, certaines lignes, utilisées par l'armée française pour ravitailler les troupes sur le front de la Somme, avaient été prises par l'ennemi ou sous le feu des canons des forces allemandes, comme c'était le cas pour les itinéraires reliant Amiens à Longueil et à Creil. Il fallut donc renforcer certaines voies ferrées existantes, les doubler ou construire des raccordements évitant les rebroussements (ainsi sur la ligne Eu – Dieppe), pour pouvoir continuer à faire circuler les 150 trains par jour que nécessitait l'approvisionnement des troupes stationnées dans le nord de la France. Mais cette solution ne s'avérant pas satisfaisante, le commandement ordonna le 5 avril 1918  de construire de toute urgence une nouvelle ligne directe et à double voie dans le secteur au sud des opérations menées dans la Somme qui était une véritable rocade destinée à relier entre elles, par traversées et par jonctions, les lignes d'Abancourt à Amiens et de Boulogne-sur-Mer à Abbeville notamment.
Cette ligne était destinée à permettre à l'armée de pouvoir disposer simultanément « d'un courant venant de l'ouest par Eu, Chépy-Valines, Ponthoile pour continuer sur le front vers Étaples, Montreuil et la ligne de Saint-Pol ; un courant du Havre ou de Rouen vers Saint-Pol par Abancourt, Gamaches, raccordement de Martainneville, Chépy-Valines, Saint-Riquier; un troisième courant venant du Sud par Beauvais, Feuquières-Broquiers, abords de Fouilloy, raccordement sud de Martainneville, Oisemont, Longpré, Doullens, Saint-Pol et enfin Rouen-Le Havre vers Montières-St-Pol et même vers le front d'Amiens par Montières »
Cela nécessitait, en plus de la construction de la voie ferrée, la mise en place de huit embranchements : un partant de Feuquières, deux partant de Fouilloy, deux du pont de Cerisy, deux de Chépy - Valines, un de Ponthoile.
Un avant-projet des ingénieurs de la Compagnie des chemins de fer du Nord fut étudié en moins de 15 jours, accepté le 20 par la Direction des chemins de fer aux armées, puis le même jour par le ministre des travaux publics, prévoyant « sur une période de trois mois, environ 1500 trains, soit 1.000 de ballast (300 000 m3), 150 de voie (300 kilomètres), 10 d'appareils de voie (300 appareils), 300 à 350 de matériel d'entrepreneur, outillage, baraquements, etc. ».
Après un piquetage achevé le 30 avril (4 jours après la décision gouvernementale), les travaux commencèrent le 2 mai sous la maîtrise d'œuvre de l'entreprise Fougerolles Frères et furent menées en un temps record grâce au nombre des hommes engagés sur le chantier — près de 10 000 : employés du Nord, deux compagnies de sapeurs, un bataillon de territoriaux (qui réalisa la gare de Ponthoile), 3 000 ouvriers évacués des mines du Nord-Pas-de-Calais (qui réalisèrent l'extrémité nord de la ligne), 5 000 travailleurs italiens (chargés de son extrémité sud), ainsi que des Chinois de Nolette —, et à l'organisation du chantier selon la méthode des tranches (six tronçons furent attaqués simultanément par des équipes),. Le chantier avait nécessité 703 500 journées de main-d'œuvre. Les terrassements s'élevaient à 800 000 mètres cubes environ, dont 500 000 de déblais.
Les premiers trains commencèrent à circuler dès le 28 juillet sur une voie unique, puis, le 15 août, l'itinéraire était utilisable, sur la totalité de son parcours, en double voie, soit guère plus de 3 mois après les premiers coups de pioche.
Elle fait l'objet d'une inauguration officielle le 15 août 1918, 106 jours après le début des travaux (ce qui explique le surnom de cette ligne : la ligne des cent jours), par le président du Conseil Georges Clemenceau et son ministre des travaux publics Albert-André Claveille.
La ligne présentait une longueur de 88,9 km (pour une distance à vol d'oiseau de 62 km) auxquels il fallait ajouter 34 km de voies de service, et avait la capacité d'accepter 144 trains quotidiens dans chaque sens. Jusqu'à une centaine de convois circulèrent quotidiennement lors des grandes offensives alliées de la fin de l'été et de l'automne 1918. La paix revenue, la fin de cette même année 1918 et le début de 1919 virent circuler, à titre temporaire, des trains de voyageurs, mais l'itinéraire ne présentant pas d'intérêt commercial, les voies furent déposées au début des années 1920.

## Tracé
La voie ferrée se détachait de la ligne de Paris-Nord au Tréport peu après la gare de Feuquières - Broquiers, franchissait la transversale de Rouen à Amiens par un passage en dessus près de Fouilloy, au nord de l'importante gare régulatrice britannique de Romescamps, puis orientant son tracé vers le nord-ouest, elle empruntait les hauteurs du plateau picard selon un axe parallèle à la vallée de la Bresle.
Après être passé sous la voie ferrée de Longroy - Gamaches à Longpré-les-Corps-Saints près de Martainneville, l'itinéraire adoptait une direction septentrionale, se raccordait à la ligne d'Abbeville à Eu à la gare de Chépy - Valines, utilisait l'ancienne estacade de ligne Noyelles - Saint-Valery-Port avant de rejoindre l'axe d'Amiens à Calais à Ponthoile-Mollières, au nord de Noyelles-sur-Mer, soit un parcours de 88,9 km,.
Sur l'estacade de Noyelles à Saint-Valery, qui supportait une voie unique à double écartement voie normale / voie métrique afin d'accueillir les trains du chemin de fer secondaire du réseau départemental de la Somme, l'infrastructure a été mise à double voie en conservant sur chacune des voies l'imbrication entre les deux écartements, mais avec des dispositions particulières pour les pénétrations des voies normales et étroites entre elles, afin de pouvoir faire fonctionner le block-système avec signaux fixes et enclenchés, mode de signalisation de la nouvelle ligne qui lui permettait d'assurer un trafic important.

## Installations et matériels préservés
Les traces actuelles de cette ligne sont rares, mais sa réalisation fut une réelle prouesse technique et humaine qui contribua de manière notable à la victoire des forces alliées, en assurant un ravitaillement régulier aux troupes engagées dans des batailles décisives.